# 古斯塔夫·瓦萨

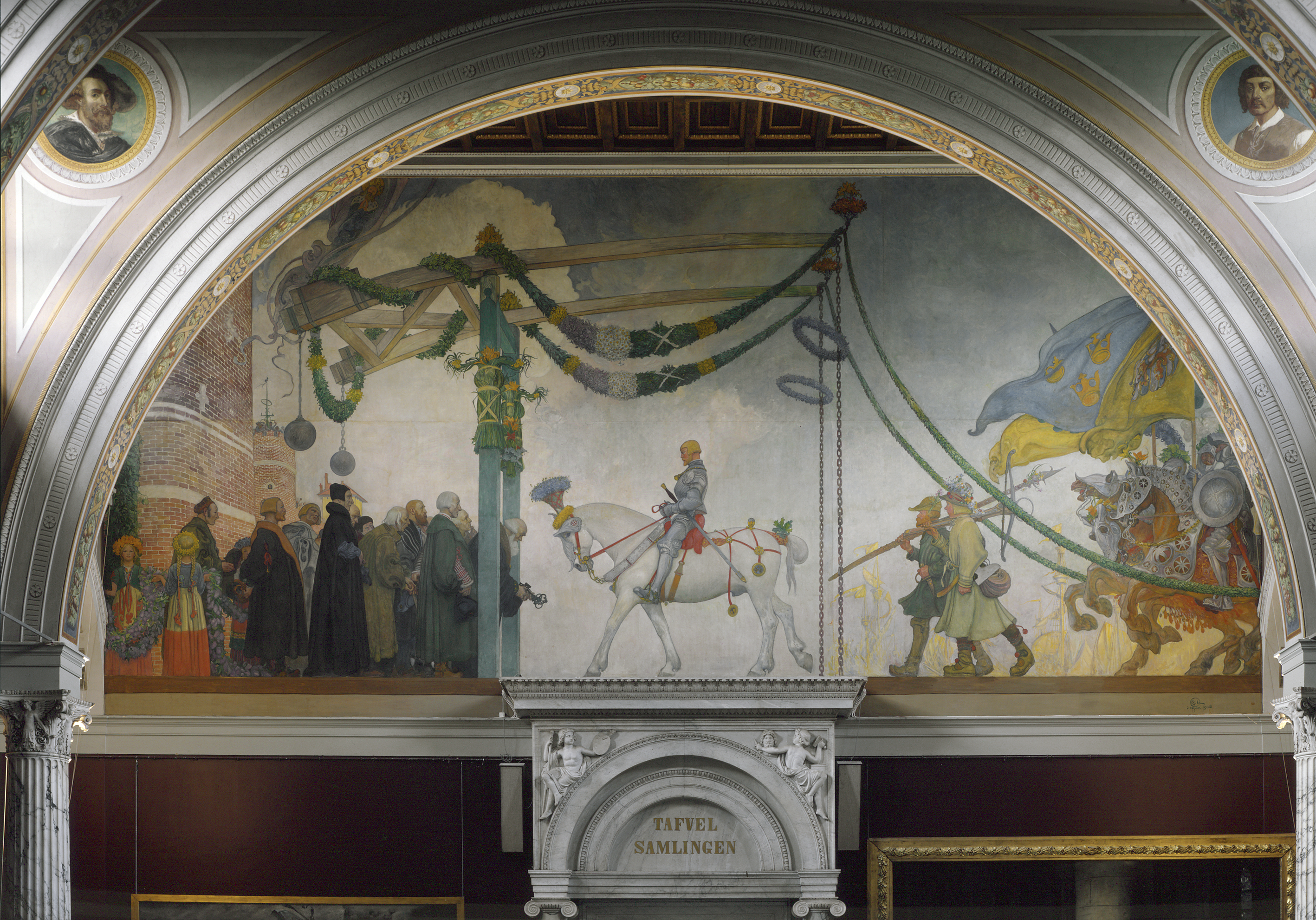
《1523年古斯塔夫·瓦薩進入斯德哥爾摩》，卡爾·拉爾森作

古斯塔夫·瓦萨（Gustav Vasa，1496年5月12日—1560年9月29日），瑞典国王（1523年—1560年在位）原名古斯塔夫·埃里克松（Gustav Eriksson），其子埃里克十四世追尊他为古斯塔夫一世（Gustav I），瓦萨王朝的创建者。成为国王前，他曾在1521年反抗统治瑞典兼丹麦国王克里斯蒂安二世的起义中被选为摄政。

## 生平
古斯塔夫·瓦萨出生于瑞典的一个贵族家庭。在16世纪早期，他的父亲埃里克·約翰松·瓦薩卷入小斯滕·斯图雷反对丹麦统治的活动。瑞典人希望结束卡尔马联合，恢复民族的独立；因为这个联合显然只对丹麦有利。年轻的古斯塔夫·瓦萨也卷入一系列反对丹麦统治的活动，他曾在1518年10月2日发生于布兰基尔卡的战役中被丹麦人俘获，但后来成功逃脱。后来他在1520年回到瑞典，企图在达拉纳招募一支反对丹麦人的军队，但收效甚微。
1520年，丹麦国王克里斯蒂安二世为镇压瑞典的反抗活动，率军进入瑞典首都斯德哥尔摩。以斯图雷为首的反对派贵族遭到逮捕，並在同年10月被处决（史稱斯德哥尔摩惨案）。遇难者中包括古斯塔夫的父亲埃里克·约翰松，古斯塔夫本人倖免于难。他逃往到达拉纳，到1521年成功在那里组建一支听命于他的志愿军。德意志城市莱比锡和吕贝克（属于汉萨同盟，其商业利益与瑞典有莫大关联）给予他很大帮助，包括提供士兵。1521年8月，达拉纳的居民推举古斯塔夫·瓦萨为瑞典摄政和最高统治者。他在接下来的两年里与前来讨伐的丹麦军队作战。
1523年6月6日，古斯塔夫·瓦萨在于斯特兰奈斯召开的议会上被选为瑞典国王。这一天后来被瑞典定為国庆节庆祝（古斯塔夫一世是在1528年1月21日在乌普萨拉大教堂正式加冕）。在经过长期的围攻之后，古斯塔夫·瓦萨的军队在1523年6月24日从丹麦人手中收复斯德哥尔摩。在古斯塔夫一世时代，正式宣布废除卡尔马联合。1523年，克里斯蒂安二世在丹麦的王位被反叛的贵族所废黜；古斯塔夫敏锐地与贵族所拥立的新国王弗雷德里克一世结盟。经过残酷的斗争，克里斯蒂安二世失败被俘，最后在监禁中死去。
在获取权力之后，古斯塔夫一世立刻放逐曾与丹麦人勾结的瑞典天主教大主教古斯塔夫·特羅勒。他继而写信给教皇克莱孟七世，要求教皇接受他提名的新大主教人选約翰內斯·馬格努斯，当然约翰内斯·马格努斯完全听命于国王。教皇理所当然拒绝他的要求，并要他立刻恢复特罗勒的大主教职位。这显然是古斯塔夫一世不能接受的。在教皇对特罗勒的教职问题毫不妥协的情况下，古斯塔夫一世终于自行决定大主教的人选（1531年），这样教皇就完全失去对瑞典教会的影响力。
1520年代，瑞典的路德宗学者佩特里兄弟试图向这个国家引入新教信仰。1526年，被翻译成瑞典语的新约在瑞典出版。这个活动显然得到古斯塔夫一世的大力支持，他正在进行中央集权的政治改革，希望将一切权力集中到自己手里，不想让教皇有任何机会干预瑞典政治。1527年，他没收天主教会的财产，摧毁教会的经济势力。到1540年，圣经的全译本也出版，这个版本就叫做古斯塔夫·瓦薩聖經。
古斯塔夫一世的中央集权政策引起部分瑞典人的激烈反抗。在达拉纳省和其它地区发生几次大规模的人民起义（1524年—1525年，1542年—1543年）。古斯塔夫一世残酷地镇压这些起义，并将1542年起义的领导者尼爾斯·戴克分尸。接下来，教会又给他制造麻烦。在1540年代，他几乎要把佩特里兄弟和自己任命的大主教全部处死。
1541年，古斯塔夫一世与丹麦国王克里斯蒂安三世（弗雷德里克一世之子）结盟，依靠他的帮助结束瑞典长期以来对德意志商业城市集团汉萨同盟的藩属关系。同时，他积极推进自己国家的商业发展，很快成为欧洲最富有的君主之一。
古斯塔夫一世的书信集《Könung Gustaf den Förstes registratur》是研究16世纪瑞典历史的重要资料。

## 家庭
古斯塔夫一世與第一任妻子薩克森-勞恩堡的卡塔里娜於1531年9月24日結婚，二人育有一子：
1. 埃里克十四世(1533–1577)，初封卡爾馬公爵

古斯塔夫一世與第二任妻子瑞典貴婦人瑪格麗塔·埃里克斯多塔於1536年10月1日結婚，子女如下：
1. 約翰三世（1537–1592），初封芬蘭公爵（英语：Duke of Finland）
2. 嘉芙蓮·瓦薩（英语：Catherine Vasa）(1539–1610)
3. 塞西莉亞·瓦薩(1540–1627)
4. 馬格努斯·瓦薩 (1542–1595)
5. 安娜·瑪麗亞·瓦薩（英语：Princess Anna Maria of Sweden）(1545–1610)
6. 索菲婭·瓦薩（英语：Princess Sophia of Sweden）(1547–1611)
7. 伊莉莎白·瓦薩（1549年–1598）
8. 卡爾九世（1550–1611），初封南曼蘭公爵

古斯塔夫一世與第三任妻子瑞典貴婦人嘉芙蓮·斯騰伯格於1552年8月22日結婚，无子女。